# Обрядові та обрядово-календарні пісні
Календарно-обрядові пісні — фольклорні твори, які виконувались під час різних народних свят та обрядів. Ці пісні тісно зв'язані з язичницькими віруваннями. Слов'яни вірили в сили природи, в духів природи та вважали, що обрядовими піснями можуть вплинути на них та примусити їх діяти в бажаному напрямку. Вони нерозривно пов'язані з певною порою року, відповідними звичаями й сільськогосподарськими роботами. Обрядова поезія дуже тісно зв'язана з працею людини, з родинним побутом та з народним календарем.

## Цикли
У різні пори року виконувались різні обрядові (календарно-обрядові) пісні. Ці пісні повинні були забезпечити успіхи в господарюванні, добрий урожай, щастя в родинному житті. Наприклад, на сільських майданах і галявинах співали гаївки, під час Зелених свят — русальні пісні, на Івана Купала — купальські пісні. По закінченню жнив, люди співали жниварські пісні, славлячи землю за те, що дала їм гарний урожай. Під час зимового сонцестояння виконували сонцесяйні пісні.
У різні пори року виконувалися певні обряди й відповідні їм пісні, тому й розрізняють пісні зимового циклу, весняного та літнього.

### Зимовий цикл
Розпочиналося виконання зимового циклу пісень із зимового сонцестояння (кінець грудня) і закінчувалося з появою перших ознак наближення весни (кінець лютого) проводами зими — святом масляної.
Звичай колядувати і щедрувати сягає давніх-давен. З прийняттям християнства ці звичаї та пісні, які їх супроводжували, пристосували до основних свят зимового циклу: колядки — до Різдва (7 січня), щедрівки — до Нового Року (за старим календарем — 14 січня). За своїм змістом колядки та щедрівки близькі, але все ж мають певні відмінності.
До зимового циклу календарних пісень входять колядки і щедрівки. Щедрівки — це новорічні вітання, побажання успіху в новому землеробському році, побажання здоров'я сім'ї, величання господаря, прославлення праці хлібороба та її здобутків, які виконуються у щедрий вечір, під Новий рік, а колядки виконують під час обряду колядування на Різдвяні свята.
Колядки та щедрівки — пісні, які співають на честь Різдва Христового, Щедрого Вечора і Водохреща. У них прославляється народження Ісуса Христа, возвеличується Божа Мати — Марія.
В Україні починали колядувати на Святий Вечір, магією слова та дійством (гурти молоді обходили домівки, іноді з «козою» — один із колядників у вивернутому кожусі і з дерев'яною головою кози), величали піснями господарів, бажаючи їм достатку, щастя, миру і спокою у домі, а за це господар давав їм дарунки.
```
Щедрик, щедрик, щедрівочка,
Прилетіла ластівочка,
Стала собі щебетати,
Господаря викликати:

«Вийди, вийди, господарю,
Подивися на кошару,
Там овечки покотились,
А ягнички народились,

В тебе товар весь хороший,
Будеш мати мірку грошей,
Хоч не гроші, то полова —
В тебе жінка чорноброва»
```

Ще не встигли прийти свята, як скоро вони відійдуть. Ось як співається в коляді: «А той третій празник — Святе Водохреще». Хрещення Господнє — третє й завершальне велике свято різдвяно-новорічного циклу, яке в народі має назву Йордан, або Водохреще. Православні та греко-католицькі християни відзначають його 19 січня.
В храмі на Богослужінні всі прихожани співають «Голос Господній…» та «Во Йордані крещающуся Тобі, Господи…». Після обряду освячення води люди охоче набирають її у посудини. Наші пращури вважали, що такий йорданський напій допоможе вилікувати будь-яку хворобу. Після всіх оспівувань починається основна частина: занурення у воду.

### Весняний цикл
Весняний цикл складається з веснянок і хороводних ігор. Початок його припадає на ранню весну, коли оживає природа, а кінець — на завершення весняних польових робіт. За змістом пісні весняного циклу зводяться до закликання весни, хорошого врожаю, відображення підготовки поля, знарядь тощо. Це переважно дівочі пісні. Сповнені ліризмом, радісними сподіваннями, світлими надіями. До найвідоміших веснянок належать такі: «Подоляночка», «Ой весна, весна — днем красна», «А ми просо сіяли, сіяли».
```
Десь тут була подоляночка,
Десь тут була молодесенька,
Тут вона впала, до землі припала,
Личка не вмивала, бо води не мала.

Ой встань, встань, подоляночко,
Обмий личко, яко шкляночко, 
Возьмися за боки, поскачи три кроки
В горохлянім вінку, бери собі дівку,
Плини по Дунаю, бери дівку скраю.
```

Крім власне веснянок, на межі між весною та літом, в Україні були поширені так звані петрівки. В них оспівувалася весняна природа, відображалися народні звичаї, побут. Велике місце в петрівках займала тема кохання.
Одне з найбільших весняних свят у християнській релігії — Великдень. Свято пов'язане із воскресінням Ісуса Христа, тому й має назву Великий день, або Великдень. Після довгого Великого посту молодь влаштовувала справжні гуляння та розваги. На Великдень усі мають веселитися, співати, а хто сумуватиме цього дня, той увесь рік так проведе.

### Літній цикл
Цикл розпочинається русальними піснями, вони дуже давні за походженням, та виконували їх під час «русального тижня» — на початку червня, коли починало колоситися жито.
Наші пращури хотіли забезпечити високий урожай і вплинути на міфічних русалок, аби вони не шкодили посівам, умилостивити, щоб ті не ловили і не залоскочували дівчат і хлопців. Ці пісні сповнені радості буття, славлять буяння природи.
```
У ржі на межі,
На кривій березі
Там сиділа русалка.
Просила русалка
У дівочок сорочки:

— Ви дівочки, подружки,
Да-дайте мені мні сорочки,
Хоча худенькую,
Да аби біленькую,
Хоч не біленькую,
Да тоненькую!
```

Ще з язичницьких часів до нас дійшло свято Івана Купала (7 липня) з його специфічними піснями. Серед купальських пісень є ніжна лірика про кохання, залицяння та сватання, жарти, гумор, сатира, де дівчата висміюють вади хлопців, а хлопці — дівчат. Все це надає святу веселощів, радості.
В ніч перед святом Купала хлопці і дівчата збиралися біля вогнищ, стрибали через них, співали, влаштували ігри, дівчата пускали вінки на воду й дивилися, куди вони попливуть, — звідти й прийде суджений, топили в річці чи спалювали на вогнищі опудало Купали, щоб забезпечити добрий урожай на майбутній рік.
```
Ой на Івана, та й на Купала
Там дівчинонька квіти збирала.

Квіти збирала, в пучечки клала,
До річки несла, в воду пускала

"Ой світи, сонце, світи та й не грій,
Щоб мій віночок та й не згорів.

Щоб мій віночок живим зостався
Та й миленькому в руки дістався".

Пливи, віночку, по синій хвилі
До тої хати, де жиє милий.

Поплив віночок та й за водою,
Серце дівоче забрав з собою.
```

До літнього циклу відносяться і жниварські пісні — обрядові величальні пісні, які виконували під час жнив.
Діляться на:
- Зажинкові — ті, що величають вправних жниць, перший сніп, бажають почати роботу в добрий час;
- Власне жниварські — у яких звучать нарікання на важку працю, втому, недоброго хазяїна;
- Обжинкові — у яких радісно сповіщають про щасливе завершення жнив, прославляється останній сніп, який з піснями несуть додому. Цей сніп — символ достатку, запорука нового врожаю.

День закінчення жнив перетворювався на свято завершення польових робіт зі збирання врожаю. Воно проходило радісно й урочисто, супроводжувалося цікавими дійствами і піснями. Женці висловлювали побажання доброго врожаю в наступному році, дякували ниві за врожай.
```
Там у полі криниченька,
Навколо пшениченька.
Там женчики жали,
Золоті серпи мали,
Срібнії юрочки,
Що в'язали снопочки.

Добрії були женці –
Дівчата й молодиці.
Дівчата — косаті,
А хлопці — вусаті,
Молодиці — білолиці.
```

## Цікаві факти
Серед відомих колективів, що досліджують і відтворюють українську календарно-обрядову пісенність — фольклорний гурт автентичного співу «Володар», основу репертуару якого складають саме календарні, обрядові, весільні пісні.